# دون أديس
دون أديس (بالإنجليزية: Don Addis)‏ هو رسام كارتون أمريكي، ولد في 13 سبتمبر 1935 في هوليوود في الولايات المتحدة، وتوفي في 29 نوفمبر 2009.